# Kommandatura Aliada

Sectores de Berlín ocupados por las fuerzas Aliadas

La Kommandatura Aliada fue el Gobierno Central establecido en Berlín tras el fin de la II Guerra Mundial en Alemania por parte de las fuerzas aliadas en Alemania. La victoria del bando Aliado supuso el control y la gestión de la Alemania Nazi y demás territorios mediante gobiernos militares entre los que se incluía la propia capital germana.
Con frecuencia se le ha dado el sobrenombre de "hermanito". Aparte de Berlín, sus funciones se extendían por todo el territorio alemán, el cual estuvo subordinado a él. La Kommandatura estaba formada por Estados Unidos, Reino Unido, Unión Soviética y Francia
La sede se encontraba en el distrito de Dahlem.

## Origen

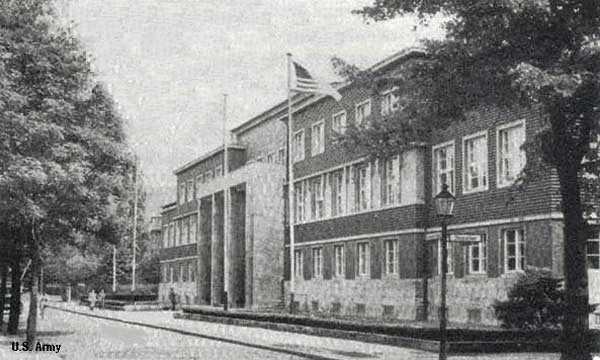
Sede de la Kommandatura

En la conferencia de Casablanca celebrada en 1943, el Presidente Franklin D. Roosevelt declaró que el objetivo de la guerra era la capitulación incondicional de Alemania. Tras la caída del régimen nacionalsocialista y durante los meses siguientes las fuerzas aliadas planificaron como dividir el país en sectores y la forma de gobierno. En septiembre de 1944 se firmó el protocolo de Londres por el que los Aliados dividieron Alemania en cuatro sectores siendo Berlín la capital.
El Ejército Rojo entró y se hizo con el control de Berlín a primeros de mayo de 1945 pasando a controlar la totalidad del Gran Berlín. Entre el 1 y 24 de julio del mismo año entraron los ejércitos estadounidenses y británicos respectivamente. Por aquel entonces los soviéticos habían saqueado el sector oeste de la capital y habían desmantelado la infraestructura económica a gran escala aparte del desabastecimiento de víveres de la zona.

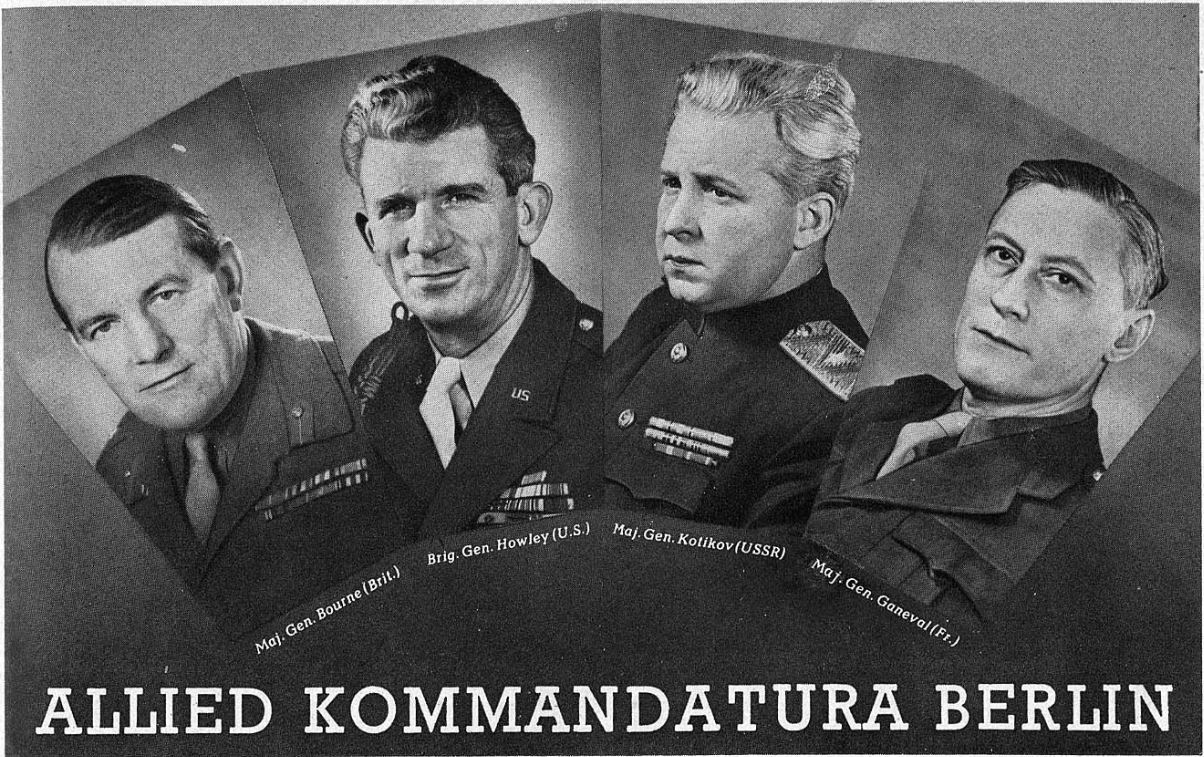
De izq. a der.: Gral. Bourne (Reino Unido), Gral. Howley (Estados Unidos), Gral. Kotikov (URSS), Gral. Ganeval (Francia)

El mayor comandante general de Estados Unidos, Floyd L. Parks, ordenó al general (y posteriormente vicecoronel) Frank L. Howley los preparativos del plan general que sería la primera base de la creación de la Kommandatura propuesta por la Unión Soviética. El 1 de julio de 1945 Howley llegó a Berlín como líder del destacamento militar americano-británico, sin embargo no se hicieron con el control de su Sector de manera oficial hasta el 12 de julio, fecha en la que los rusos se retiraron. Francia también obtuvo su Sector en el norte junto al británico, aunque no fueron invitados a participar en las primeras reuniones de las fuerzas aliadas.
En cualquier caso el plan de Howley para la primera reunión entre las Fuerzas Aliadas estaba a merced de un gobierno cuatripartito. El General Lucius D. Clay y el Subdirector de Eisenhower Robert Murphy junto a su administración viajaron a Berlín para el mitin, el cual tuvo lugar el 7 de julio. Clay y los demás le hicieron saber a Parks que Berlín debería ser regida por unanimidad. En cuanto a la propuesta de Howley, proponía repartir las zonas en caso de que no hubiera un acuerdo unánime, sin embargo Clay seguía las órdenes del Gobierno. Los Generales Clay junto a Sir Ronald Weeks y Sir William Strang (británicos) mostraron sus discrepancias con los generales soviéticos con los que diferían en la mayoría de asuntos. Los representante soviéticos, Mariscales Gueorgui Zhúkov y Vasili Sokolovski, tenían experiencia en llevar la situación hacia su terreno. Finalmente Howley firmó el acuerdo con los mencionados representantes rusos.
La siguiente reunión tuvo lugar el 11 de julio de 1945 siendo el primer mitin desde que las cuatro potencias Aliadas firmaron la Kommandatura y empezaran a gestionar la ciudad. Tan solo quedaba un pequeño punto: dónde debería establecerse el cuartel general. Los soviéticos sugirieron una posible localización en uno de los suburbios de Berlín, pero fue descartado por su lejanía. Los británicos ofrecieron algunos edificios (a pesar de los daños estructurales) y un hotel enclavados en su sector. En cuanto a los estadounidenses, a la cabeza de Howley sugirieron establecer la sede en el lago Wannsee, pero fue rechazada por los demás. Finalmente aceptaron usar los cuarteles militares de Estados Unidos con la condición de que tuvieran todas las comodidades para trabajar.

## Operaciones
En teoría, la Kommandatura debía decidir sobre asuntos importantes sobre la gestión y dar órdenes formales al alcalde y magisterio de Berlín. El 11 de julio los comandantes sancionaron el primer de casi 1.300 formularios. La primera en particular puso la gestión soviética "patas arriba" puesto que al ser, su ejército, el primero en entrar en Berlín, ya habían establecido sus ordenanzas por toda la ciudad antes de la llegada de los Aliados occidentales.

A día de hoy, 11 de julio de 1945, la Kommandatura Aliada Internacional asume el control de la ciudad de Berlín. Hasta nuevo aviso, todas las regulaciones y ordenanzas existentes sancionadas por la Comandancia del Ejército Soviético y las Comandancias Aliadas de la ciudad de Berlín y la Administración Alemana quedarán bajo control Aliado, regulando el orden y la conducta entre los ciudadanos berlineses así como el cumplimiento de las leyes. Cualquier violación o acto ilegal contra las tropas de ocupación Aliadas serán penadas.

Poco después, los Aliados del Oeste protestaron por una acción específica por parte de los dirigentes del Sector Este, estos afirmaron que simplemente cumplían con un estatuto o regulación ya vigente antes de la entrada de las otras fuerzas internacionales. No obstante firmarían un nuevo acuerdo cuatripartito.
Todas las reuniones de la Kommandatura fueron consideradas de alta importancia siendo la comandancia la más importante. A esta le precedían otras para subdirectores, demás comités, etc. Los diputados podían tratar varios asuntos y cuestiones de mayor relevancia en sus propios mítines, estos eran aprobados por la comandancia siempre que fueran considerados "temas relevantes" o en caso de que no se hubiese llegado a ningún acuerdo. En ocasiones, tales asuntos pasaban directamente al Consejo de Control Aliado (por debajo de la Subdirección de la Comandancia) cuando, o bien no se alcanzó ningún consenso o no era de crucial importancia para la Kommandatura, en ese caso eran enviados a las administraciones de menor rango (alcaldía, magisterio, asamblea local) para los temas de menor relevancia.
Al principio las reuniones eran informales a medida que empezaron a desarrollarse normativas de procedimiento. El representante era sustituido cada dos semanas, pero al final el reemplazo era mensual. Incluso las sillas eran elegidas por azar, ejemplo cuando el máximo representante soviético lanzó una moneda por la que obtuvo la primera fila. Los americanos y británicos junto con los franceses siguieron un modelo de rotación cada tres meses, así como las banderas. Dentro de la Kommandatura, los cuatro comandantes se reunían en la sala de conferencias y se sentaban en una mesa rectangular. Junto a cada uno había también un traductor que asesoraba a los comandantes Aliados.
En las demás salas se encontraban los demás comités dentro del edificio trabajando en la gestión de la ciudad. Todo el trabajo recaía en los subdirectores de cada sala dos veces al mes. La mayor parte de los asuntos a tratar era organizar las presentaciones en las reuniones de la comandancia.
El uso de traductores era necesario debido a la barrera idiomática. A cada Comandante, su jefe de gabinete le asignaba uno para estar al corriente de cualquier debate. Cada cual se situaba detrás de su superior. En caso de que el estadounidense tuviere turno de palabra, los demás traducían el comentario a cada idioma: francés y ruso. En el caso del homólogo soviético tuvo un pequeño contratiempo con su traductor al no entender el inglés, aunque sí entendía el ruso (como lengua nativa) y el francés. Para hacerles la faena más amena, cada comandante hablaba en "staccato" de manera que fuera más sencilla hacerse entender.

## Postura soviética
A medida que pasaba el tiempo las reuniones empezaban a volverse tensas por cada día. Los Aliados occidentales estaban en total o parcial desacuerdo respecto a como había que gobernar Berlín, lo cual contrastaba con el punto de vista soviético. Los temas a debatir podían durar semanas e incluso meses. El Comandante Aleksandr Kotikov presentó un programa de catorce puntos sobre la postura legal y material de los trabajadores berlineses. Durante ocho meses se debatió el asunto sin llegar a buen puerto. A pesar de no contar con el respaldo de la Kommandatura, la Administración Militar Soviética optó por aplicar dichos puntos, bajo el nombre de Orden 20, dentro de su Sector, razón por la que sus socios cuatripartitos protestaron.
El 16 de junio de 1948, el [entonces] dirigente francés Comandante Jean Ganeval propuso a los soviéticos que retirasen su proyecto de ley a cambio de discutirlo en la mesa. Sin embargo rechazaron la propuesta a menos que aprobasen cada cual de los puntos por unanimidad para toda la ciudad de Berlín. Tal reunión duró trece horas hasta la medianoche. El Coronel Howley se excusó al ausentarse debido a su apretada agenda y le cedió su puesto al Coronel William T. Babcock.
A la marcha de Howley le siguió Kotikov, el cual tuvo que dejar su cargo, aparentemente por convalecencias, siendo reemplazado por el Coronel Alexéi Yelizarov. Yelizarov presentó una protesta por la marcha de Howley y calificó su comportamiento de hooligan. Ganeval le comentó entonces que su homólogo estadounidense "se había excusado debidamente" y acusó al dirigente ruso de estar "fuera de lugar", ante estas palabras, el comité soviético se retiró dando por terminada la reunión, aunque no a causa de la ausencia del estadounidense.
Los cambios que vinieron después contribuyó a las malas relaciones entre los soviéticos y los Aliados del oeste. Hubo rumores que hablaban de reformas monetarias para Berlín que se hicieron realidad, pero a expensas de los demás socios que se repartieron la ciudad con anterioridad. Los soviéticos tenían planeado cercar su Sector durante unos días. Según las declaraciones de Howley, la ruptura de la Kommandatura fue un trabajo elaborado en poco tiempo al igual que los propósitos de los soviéticos. Tres meses antes Sokolovski también se retiraría.
La Kommandatura pasó a ser un tripartito, aunque el comité soviético participó de manera esporádica en las reuniones del subcomité, incluido el equipo clerical, el cual permaneció a lo largo de julio hasta la retirada definitiva de estos en agosto.

## Objetivos
Las diferencias de objetivos y métodos entre los sectores occidentales y oriental de la ciudad se hicieron patentes con frecuencia y a menudo las reuniones terminaban en discusiones acaloradas, pero a pesar de las diferencias ideológicas que existieron a lo largo de los años, la Kommandatura pudo llevar a cabo el trabajo para el que fueron encomendados. Los máximos dirigentes Aliados declararon:

Hemos tenido éxito a la hora de darle a los berlineses una completa reforma escolar por la que quedan derogadas las distinciones por clases en la ciudad. Hemos elaborado una constitución y supervisado las elecciones en cada uno de nuestros sectores. El nazismo ha quedado erradicado de la opinión pública. Se han firmado más de 1.200 convenios, entre los que se incluye otorgar préstamos a los centros religiosos: católicos, protestantes y judíos. Le hemos devuelto la vida, tanto social como política a la Ciudad de Berlín y hemos guiado a los ciudadanos alemanes a una nueva democracia similar a la nuestra.

No obstante, Howley comentó que no tuvieron éxito en cuanto a las diferencias políticas y filosóficas. De acuerdo a sus palabras "no hubiesen llegado a un acuerdo, ni siquiera sobre el escarabajo de la patata. Nuestros homólogos de Moscú insistían en hacer de cualquier asunto, una montaña."
Los soviéticos por su parte establecieron, a partir del 24 de junio de 1948 un bloqueo. Ante este nuevo movimiento por parte del Sector Oriental, los occidentales respondieron con entrega de mercancías por transporte aéreo útil para suministrar víveres y otros productos de primera necesidad, tanto para Berlín oriental como para el resto de la ciudad.